# Salvador P. Lopez
Salvador Ponce Sinang Lopez (* 27. Mai 1911 in Currimao, Ilocos Norte; † 18. Oktober 1993 in Manila) war ein philippinischer Präsident der University of the Philippines, Politiker und Außenminister, der eine Schlüsselrolle bei der Befriedung der Spannungen in Südostasien spielte. 

## Leben
Nach dem Schulbesuch studierte Lopez an der University of the Philippines und begann seine berufliche Laufbahn in den 1930er Jahren als Journalist und wurde bald Redakteur bei The Philippines Herald, der führenden Tageszeitung Manilas. Während des Zweiten Weltkrieges diente er in den Streitkräften und war als Hauptmann im Hauptquartier von General Douglas MacArthur auf Corregidor, wo er beim Fall der Insel im Mai 1942 in japanische Kriegsgefangenschaft geriet.
Nach dem Krieg war er Delegierter bei den Vereinten Nationen in deren Gründungsjahren. Zwischen 1955 und 1962 war er Botschafter in Frankreich. Als Außenminister nahm er Anfang der 1960er Jahre an zahlreichen Verhandlungen teil, insbesondere zwischen Indonesien und Malaysia. 
Anschließend kehrte er als Ständiger Vertreter zu den Vereinten Nationen zurück, wo er seine Bemühungen um die Bürgerrechte und Informationsfreiheit fortsetzte. Er wurde außerdem UN-Sondergesandter zur Friedenssicherung in Südostasien. 1968 war er kurzzeitig Botschafter in den Vereinigten Staaten.
1969 wurde er zum Präsidenten der University of the Philippines ernannt und behielt diese Funktion bis 1975. Während dieser Zeit setzte er sich für die Aufrechterhaltung der akademischen Freiheit in Zeiten von Studentenprotesten gegen die autoritäre Herrschaft von Präsident Ferdinand Marcos ein, insbesondere nach dessen Verhängung des Kriegsrechts am 21. September 1972. Dabei fanden die Proteste seine ausdrückliche Zustimmung als Zeichen seiner Unterstützung für deren Unmut.
Nach dem Sturz von Präsident Marcos war er zwischen 1986 und 1988 abermals Ständiger Vertreter bei den Vereinten Nationen.